# Latridius rogei
Latridius rogei là một loài bọ cánh cứng trong họ Latridiidae. Loài này được Rücker miêu tả khoa học năm 2003.